# Supercopa d'Espanya de futbol 2009
La Supercopa d'Espanya 2009 va ser la 24a edició de la Supercopa d'Espanya de futbol, una competició futbolística que enfronta el campió de la lliga espanyola amb el de la copa. En aquesta ocasió es va disputar a doble partit (anada i tornada) entre el campió de la Primera divisió espanyola 2008/09 i el campió de la Copa del Rei de futbol 2008-09. En aquesta edició, com que el campió de lliga i de copa era el mateix equip, com a representant de la Copa del Rei la jugà el subcampió. Els partits es jugaren el 16 d'agost al camp de l'Athletic Club de Bilbao com a subcampió de la Copa del Rei i el 23 d'agost al camp del Futbol Club Barcelona com a campió de Lliga. El Futbol Club Barcelona guanyà el campionat per vuitè cop en la seva història, en imposar-se per un global de 5-1 (1-2 i 3-0).

## Partit d'anada
| Athletic Club | 1 – 2 | FC Barcelona       |
| ------------- | ----- | ------------------ |
| De Marcos 44' |       | Xavi 59' Pedro 68' |

| Athletic Club | FC Barcelona |

| Athletic Club:   |    |                         |     |     |
|                  |    |                         |     |     |
| POR              | 1  | Gorka Iraizoz           |     |     |
| DEF              | 15 | Andoni Iraola           |     |     |
| DEF              | 4  | Ustaritz Aldekoaotalora |     |     |
| DEF              | 20 | Aitor Ocio              |     |     |
| DEF              | 3  | Koikili Lertxundi       | 79' |     |
| MIG              | 14 | Markel Susaeta          |     |     |
| MIG              | 16 | Pablo Orbaiz (c)        |     |     |
| MIG              | 18 | Carlos Gurpegui         | 70' |     |
| MIG              | 11 | Igor Gabilondo          |     | 67' |
| DAV              | 28 | Óscar de Marcos         |     | 59' |
| DAV              | 9  | Fernando Llorente       |     | 72' |
| Substituts:      |    |                         |     |     |
| POR              | 13 | Armando Riveiro         |     |     |
| DEF              | 22 | Xabi Castillo           |     | 59' |
| DEF              | 5  | Fernando Amorebieta     |     |     |
| MIG              | 10 | Fran Yeste              |     |     |
| MIG              | 26 | Ander Iturraspe         |     |     |
| DAV              | 2  | Gaizka Toquero          |     | 59' |
| DAV              | 17 | Joseba Etxeberria       |     | 72' |
| Entrenador:      |    |                         |     |     |
| Joaquín Caparrós |    |                         |     |     |

| FC Barcelona:          |    |                   |     |     |
|                        |    |                   |     |     |
|                        |    |                   |     |     |
| POR                    | 1  | Víctor Valdés     |     |     |
| DEF                    | 2  | Dani Alves        | 90' |     |
| DEF                    | 3  | Gerard Piqué      | 53' |     |
| DEF                    | 5  | Carles Puyol (c)  |     |     |
| DEF                    | 22 | Eric Abidal       |     |     |
| MIG                    | 24 | Yaya Touré        |     |     |
| MIG                    | 6  | Xavi Hernández    |     | 81' |
| MIG                    | 15 | Seydou Keita      |     |     |
| DAV                    | 14 | Thierry Henry     |     | 74' |
| DAV                    | 11 | Bojan Krkic       |     |     |
| DAV                    | 27 | Pedro             |     |     |
| Substituts:            |    |                   |     |     |
| POR                    | 13 | José Manuel Pinto |     |     |
| DEF                    | 33 | Marc Muniesa      |     |     |
| DEF                    | 32 | Andreu Fontàs     |     |     |
| DEF                    | 19 | Maxwell Cabelino  |     |     |
| MIG                    | 16 | Sergio Busquets   |     | 81' |
| DAV                    | 35 | Jeffrén Suárez    |     | 74' |
| DAV                    | 7  | Eiður Guðjohnsen  |     |     |
| Entrenador:            |    |                   |     |     |
| Josep Guardiola i Sala |    |                   |     |     |

| Jutges de línia: - Juan Carlos Yuste Jiménez - Marcos Álvarez Moreno Quart àrbitre: - Luis Miguel Martínez Montoro |

## Partit de tornada
| FC Barcelona                      | 3 – 0 | Athletic Club |
| --------------------------------- | ----- | ------------- |
| Messi 50' Messi (p) 68' Bojan 72' |       |               |

| FC Barcelona | Athletic Club |

| FC Barcelona:          |    |                    |     |     |
|                        |    |                    |     |     |
| POR                    | 1  | Víctor Valdés      |     |     |
| DEF                    | 2  | Dani Alves         |     |     |
| DEF                    | 3  | Gerard Piqué       |     | 76' |
| DEF                    | 5  | Carles Puyol (c)   | 21' |     |
| DEF                    | 19 | Maxwell Cabelino   |     |     |
| MIG                    | 24 | Yaya Touré         | 33' |     |
| MIG                    | 6  | Xavi Hernández     | 77' |     |
| MIG                    | 15 | Seydou Keita       |     |     |
| DAV                    | 10 | Lionel Messi       |     |     |
| DAV                    | 9  | Zlatan Ibrahimović |     | 71' |
| DAV                    | 14 | Thierry Henry      |     | 75' |
| Substituts:            |    |                    |     |     |
| POR                    | 13 | José Manuel Pinto  |     |     |
| DEF                    | 22 | Eric Abidal        |     |     |
| DEF                    | 32 | Andreu Fontàs      |     |     |
| DAV                    | 7  | Eiður Guðjohnsen   |     |     |
| MIG                    | 20 | Sergio Busquets    |     | 75' |
| DAV                    | 11 | Bojan Krkic        |     | 70' |
| DAV                    | 27 | Pedro              |     | 75' |
| Entrenador:            |    |                    |     |     |
| Josep Guardiola i Sala |    |                    |     |     |

| Athletic Club:   |    |                         |     |     |
|                  |    |                         |     |     |
|                  |    |                         |     |     |
| POR              | 1  | Gorka Iraizoz           |     |     |
| DEF              | 15 | Andoni Iraola           |     |     |
| DEF              | 35 | Xabi Etxebarria         | 16' |     |
| DEF              | 4  | Ustaritz Aldekoaotalora | 67' |     |
| DEF              | 3  | Koikili Lertxundi       |     |     |
| MIG              | 16 | Pablo Orbaiz (c)        |     |     |
| MIG              | 18 | Carlos Gurpegui         |     |     |
| MIG              | 7  | David López             | 43' | 61' |
| MIG              | 11 | Igor Gabilondo          |     |     |
| DAV              | 17 | Joseba Etxeberria       |     | 55' |
| DAV              | 23 | Iñigo Díaz de Cerio     |     | 45' |
| Substituts:      |    |                         |     |     |
| POR              | 13 | Armando Riveiro         |     |     |
| DEF              | 5  | Mikel San José          |     |     |
| DEF              | 22 | Xabi Castillo           |     |     |
| MIG              | 26 | Ander Iturraspe         |     | 61' |
| DAV              | 2  | Gaizka Toquero          | 64' | 55' |
| DAV              | 9  | Fernando Llorente       |     |     |
| DAV              | 21 | Ion Vélez               |     | 45' |
| Entrenador:      |    |                         |     |     |
| Joaquín Caparrós |    |                         |     |     |

| Jutges de línia: - Roberto Alonso Fernández - Enrique Andrés Samper Quart àrbitre: - Valentín Pizarro Gómez |

|                     |
| Campió FC Barcelona |
| (Vuitè títol)       |